# Jet Set Men
Jet Set Men é uma produtora de filmes pornográficos voltados ao público gay com base em Los Angeles, California, fundada em 1994. A empresa é considerada uma das maiores no gênero dentros dos Estados Unidos.
A companhia mantém uma loja virtual e um site de conteudo exclusivo. (Jet Set Men e Jet Set Straight Edge). O ator pornográfico e diretor  Chris Steele é parceiro comercial do estúdio, além de ser um dos principais diretores da empresa.
Jesse Santana era um dos maiores modelos esclusivos do grupo tendo vencido o GayVN Awards para a Jet Set no filme "Just Add Water".